# يوهان جورج بلاتزر
يوهان جورج بلاتزر (بالألمانية: Johann Georg Platzer)‏ (و. 1704 – 1761 م) هو رسام نمساوي، توفي عن عمر يناهز 57 عاماً.

## مناصب
تولى منصب رسام البلاط
.

## التعليم
تعلم في أكاديمية الفنون الجميلة في فيينا
.

## معرض صور

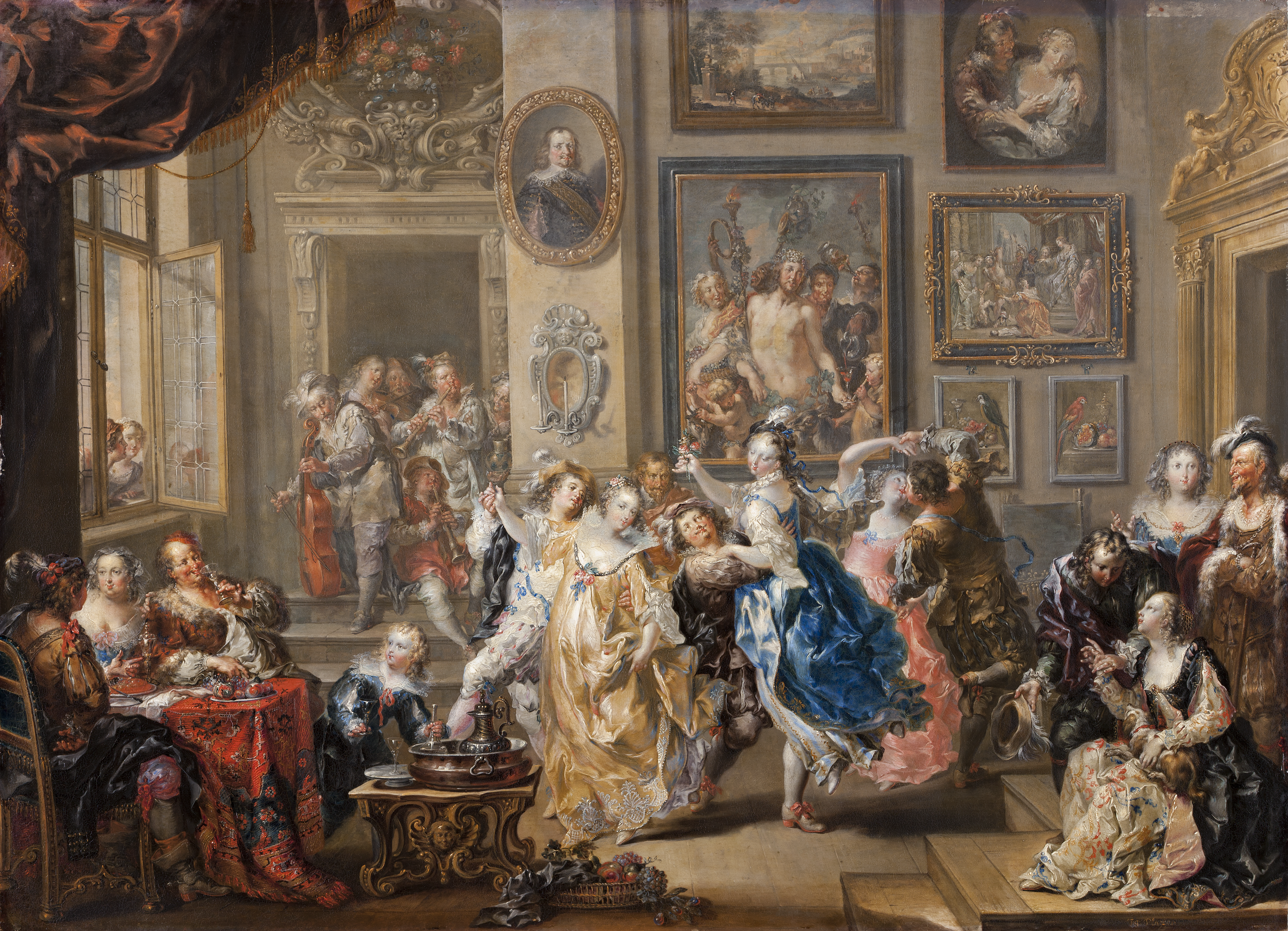
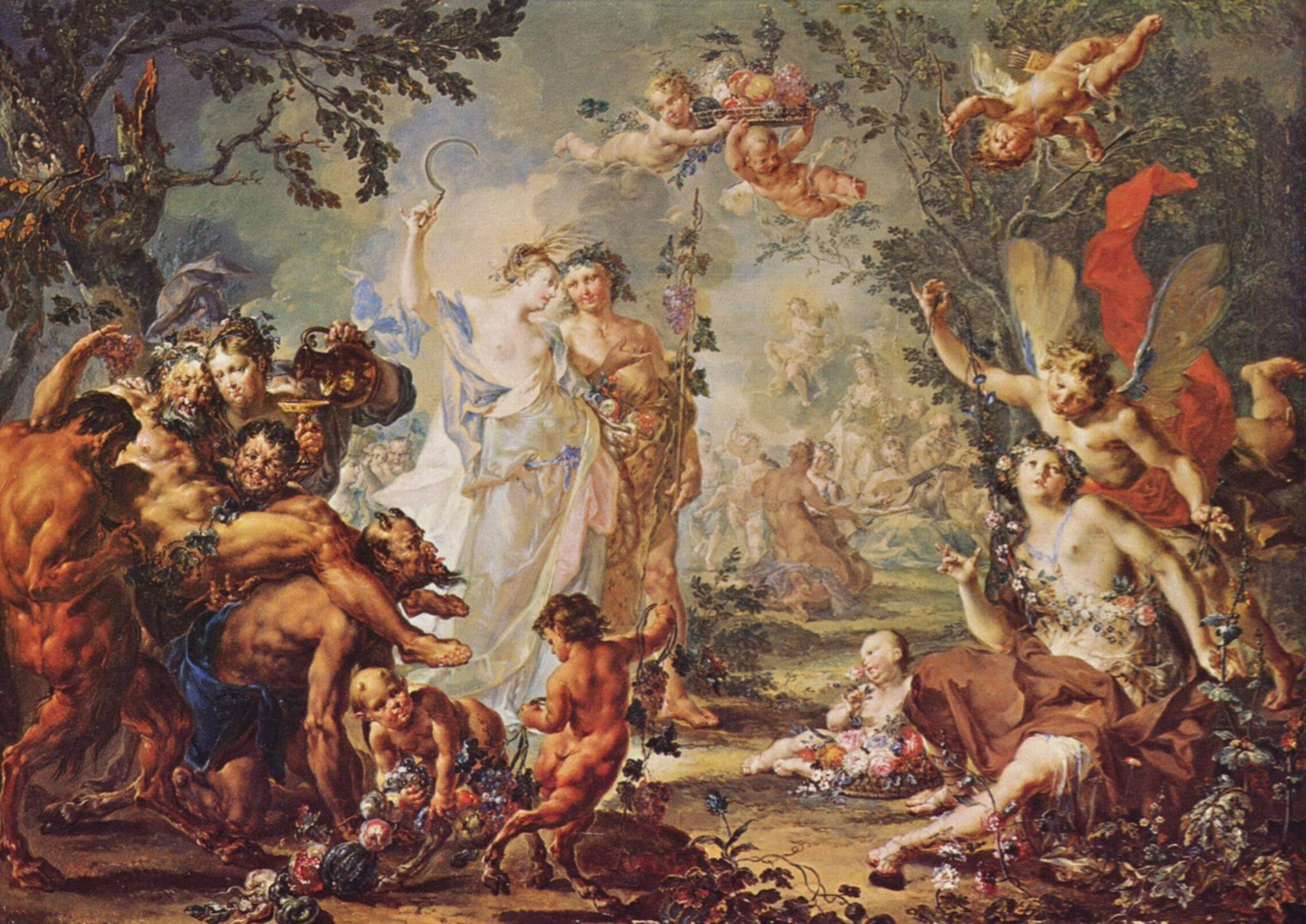
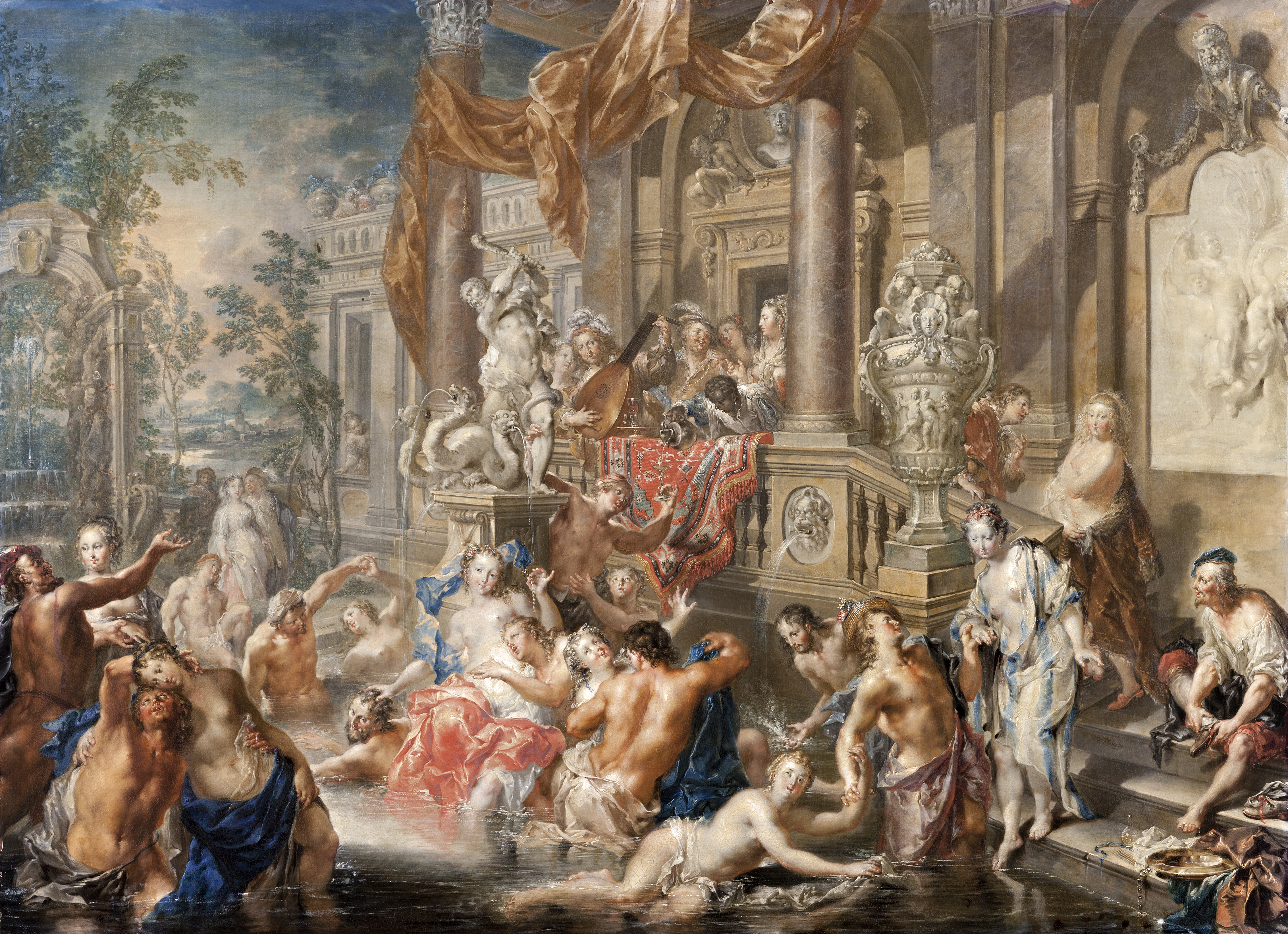